# Saires-la-Verrerie
Saires-la-Verrerie är en kommun i departementet Orne i regionen Normandie i nordvästra Frankrike. Kommunen ligger i kantonen Messei som tillhör arrondissementet Argentan. År 2022 hade Saires-la-Verrerie 296 invånare.

## Befolkningsutveckling
Antalet invånare i kommunen Saires-la-Verrerie
| Referens: INSEE |